# Försvunna kyrkor i Västergötland

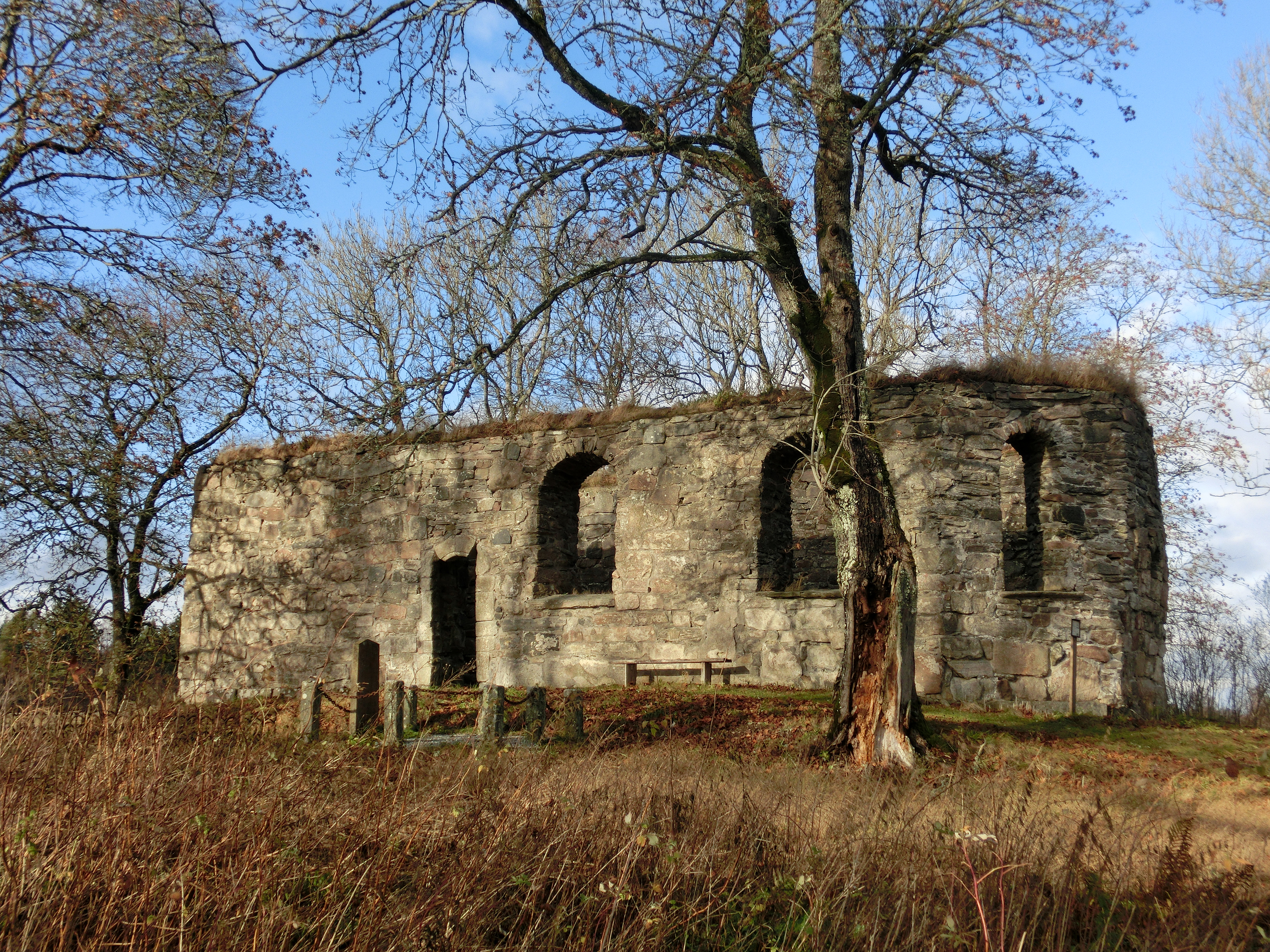
Södra Härene kyrkoruin på 2000-talet.

Försvunna kyrkor i Västergötland handlar om ruiner, ödekyrkogårdar och försvunna kyrkor i Västergötland.

## Bakgrund
Under 1100-talet och i början av 1200-talet byggdes många stenkyrkor i Västergötland. Dessa var till en början ofta små och ofta privatägda så kallade gårdskyrkor. Vid rikare gårdar som t.ex. Ettaks kungsgård kunde en sådan kyrka vara mycket påkostad, men oftast var det mindre enkla kyrkor. Den kanske mest kända av de tidiga stenkyrkorna är den i Varnhem, anlagd under första halvan av 1000-talet och idag kallad Kata gård. Vid denna tid etablerades kristendomen i Sverige, även om det hade varit en process som startat på 900-talet med viss mission redan på 800-talet. Troligtvis byggdes träkyrkor tidigt under 900-talet, ofta kopplat till ett skikt av kristnade stormän. Sannolikt fanns det hundratals träkyrkor i området. Det går att se möjliga platser för de tidiga träkyrkorna genom förekomsten av kristna monument med fornnordisk ornamentik, s.k. "tidigkristna gravmonument". Exempelvis runstenar och gravhällar med kristna kors. Liljestenar är ett annat fenomen i denna brytningstid. De tidiga stenkyrkorna kunde också ha en militär funktion. Detta utvecklas senare till biskopsborgar som t.ex. den i Husaby. Spåren från träkyrkorna är dock få, då det står en stenkyrka på den plats där den första kyrkan låg och beroende på att trä är ett förgängligt material.
När kyrkan och kristendomen blir mer välförankrad på 1200-tal och 1300-tal överges en del små kyrkor, andra byggs ut. En del större tillkommer. Det hade blivit en överetablering och innan sockensystemet var utvecklat, också kaotiskt organiserat. Sockenbildningen sker senare i skogs och bergstrakter än i mer tättbefolkade områden. Många små socknar kunde med tiden inte försörja en präst. Efter ett påbud från påven 1234 blev det också mer legitimt att överge småkyrkorna. Därtill skall beaktas att maktens centrum förflyttas till Mälardalen och sedermera Stockholm under 1200-talets lopp, varpå Västergötlands roll blir mindre. Ett begynnade centraliserat Sverige börjar formeras. Västergötland går från ett ättestyrt "land" i egen bemärkelse till att bli en provins i kungariket Sverige.
En andra nedgångsperiod för kyrkorna inleds år 1350, det var då pesten kom till Sverige. Åren efter pesten är i stort sett all mänsklig verksamhet i hela Europa satt på sparlåga. Kyrkobyggandet avstannar helt under en tid, vilket kan ses väldigt tydligt i den halva kyrkan i Källunge på Gotland. De ambitiösa planerna på ett nytt långhus blev bara halvfärdigt och står så än idag. Det kom att dröja till en bra bit in på 1400-talet innan kyrkobyggandet kom igång igen och då skedde det inte främst i Västergötland.
En tredje period, då många små medeltida kyrkor överges, inträffar på 1500-talet i och med Gustav Vasas reformation. Gustav Vasa stärkte centralmakten, berövade kyrkan makt, stängde klostren och beskattade församlingarna. Gustav Vasa drev också propaganda mot det katolska prästerskapet och propaganda var en av hans bästa grenar. Vasas intresse var inte religiöst utan enbart ekonomiskt. Han hade en stor skuld till hansastaden Lybeck och kyrkan var rik. Skara stift var det rikaste och drabbades därefter. En lång rad av sockensammanslagningar sker således och många kyrkor överges. Andra kyrkor fick se sitt öde beseglat genom krig med danskarna under Nordiska sjuårskriget 1563 -1570. P.g.a. Gustav Vasa finns mycket lite kyrksilver bevarat. Men i Skara domkyrka finns Adalvardskalken och en rekonstruktion av den s.k. Sunekalken utställda. Originalen är bevarade, Sunekalken dock i fragment. Jälaskrinet och relikskrinet från Eriksberg är ytterligare två  undantag från just Västergötland.
En fjärde period, då de medeltida kyrkorna försvinner, inträffar under 1700-tal och 1800-tal, med början i slutet av 1600-talet, när många församlingar bygger om sina kyrkor. Många medeltida kyrkor ansågs då för små och för nedgångna. En del rivs, församlingar slås ihop i en ny stor kyrka och ännu fler kyrkor byggs om och ut. Runt 100 medeltida kyrkor bara i Västergötland försvinner i denna våg och ersätts av större ljusa kyrkor, ofta byggda på samma plats som föregående kyrka (se nedan). Esaias Tegnér (1782 - 1846) var en av de som var drivande i denna process. I de flesta fall finns få spår kvar av den gamla kyrkan, men ofta användes sten och annat material för bygget av den nya kyrkan.
Exempel på fortfarande stående små medeltida kyrkor i Västergötland kan bl.a. ses i Suntak och Hedared. Ruiner finns det många. Exempel på arkitektoniskt väl bevarade 1100-tals kyrkor i Västergötland som har kvar sin grundplan, är bl.a. Eriksbergs gamla, Skälvum, Kinne-Vedum och Strö-Kålland, samt ett trettiotal till. Eriksberg och Strö har dessutom medeltida kalkmålningar. De tre mest berömda stående medeltida kyrkorna i Västergötland är troligen Varnhem, Husaby och Forshem. Varnhem är också ett exempel på en ruin av ett kloster, något som delas med Gudhem. Ofta är det enda som finns kvar av den försvunna medeltida kyrkan den gamla dopfunten och därför har dessa rönt stort intresse, inte minst konsthistoriskt. Landsantikvarien Sven Axel Hallbäck gjorde en närmast komplett inventering av det materialet.
Lämningar i form av kyrkplatser och kyrkoruiner är skyddade enligt kulturminneslagen.

## Bilder

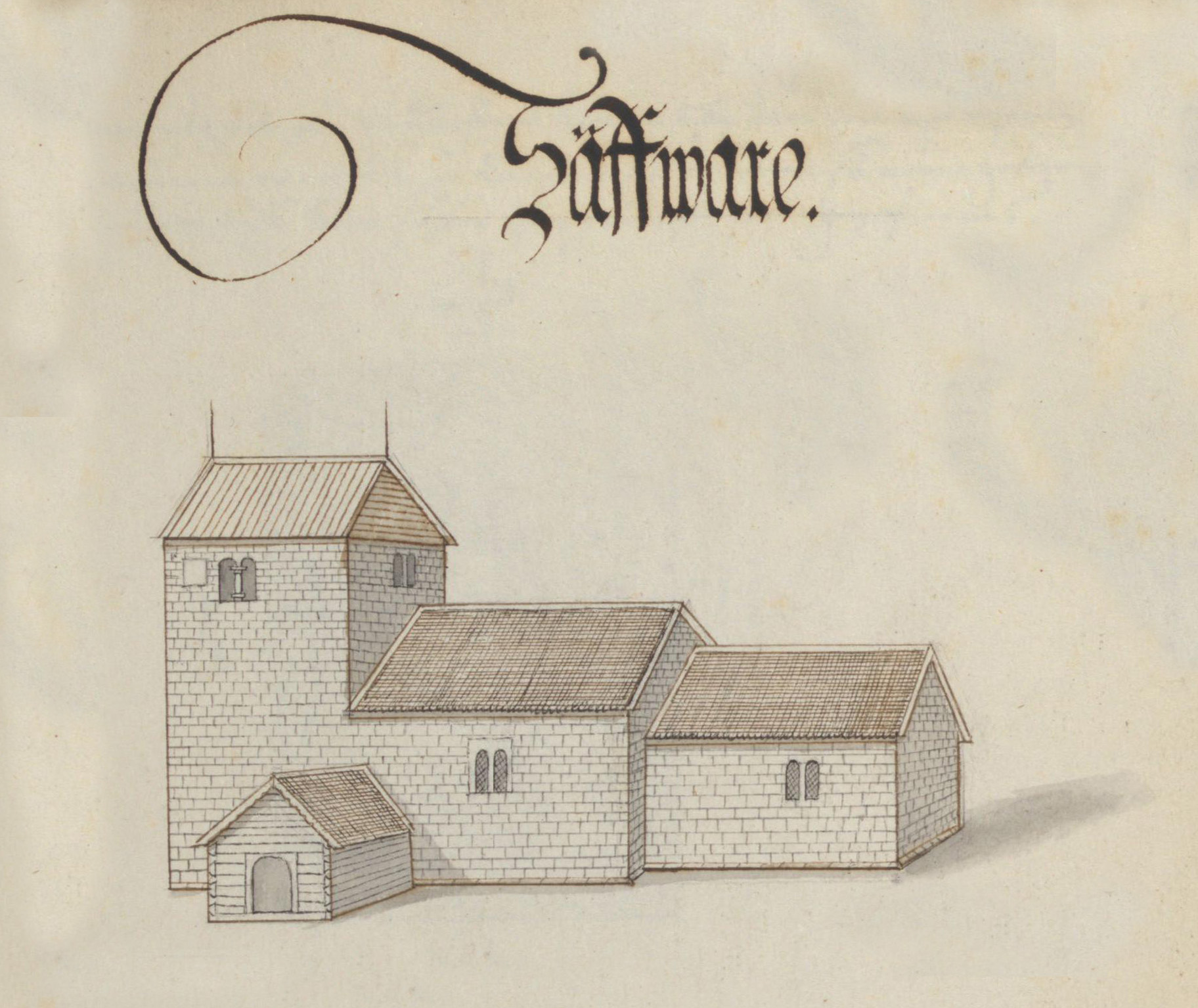
Sävare medeltida kyrka ca. 1670. Teckning från Peringskiölds Monumenta. Sävare nya kyrka invigdes 1884.
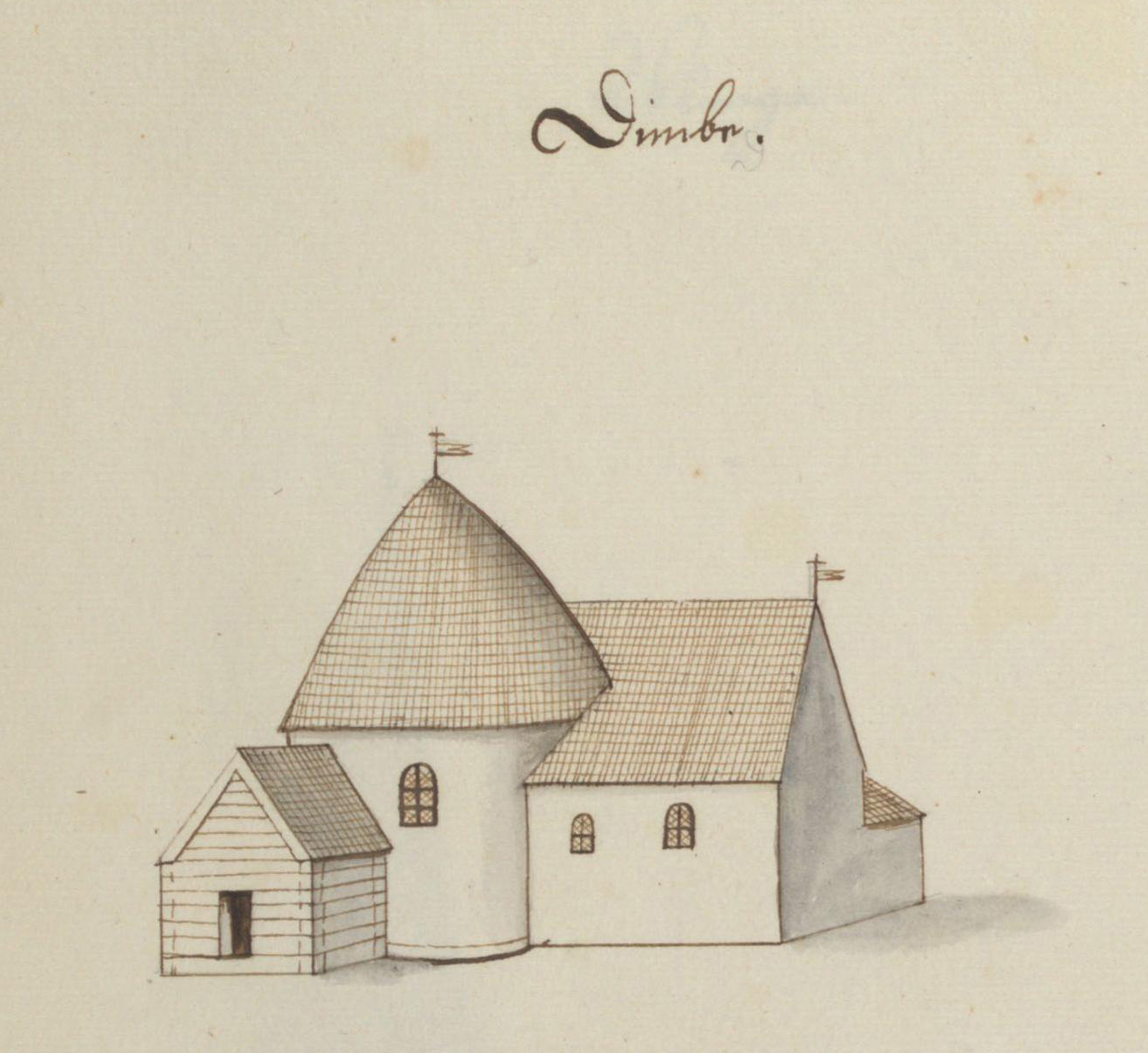
Dimbo medeltida rundkyrka som den såg ut på 1600-talet. Kyrkan revs på 1810-talet.
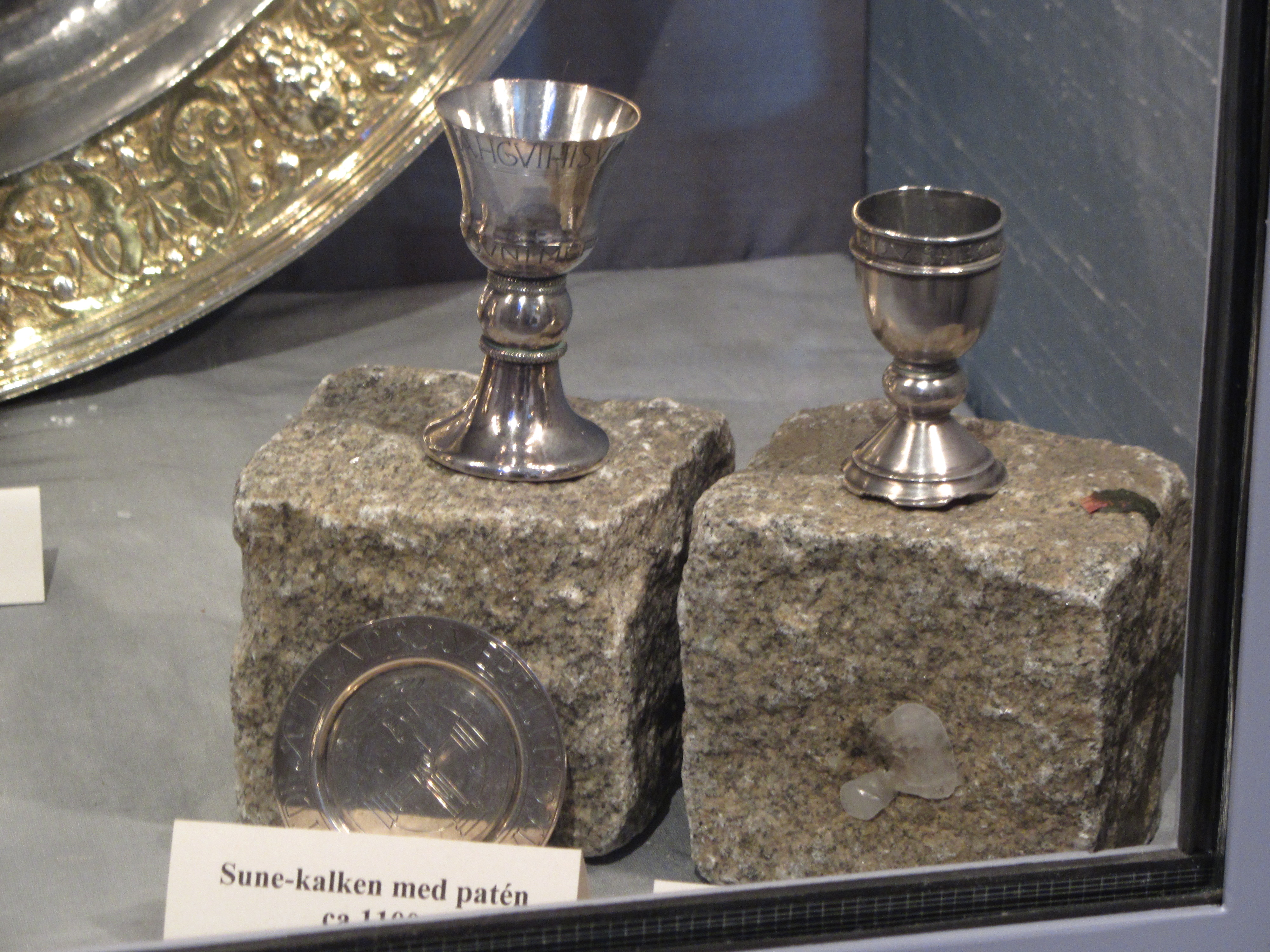
Sunekalken och Adalvardskalken

## Lista över medeltida kyrkor i Västergötland som inte längre finns

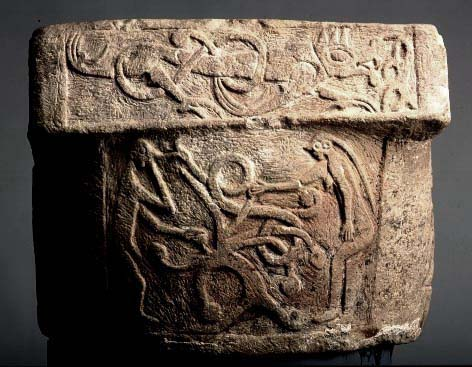
Dopfunten från Bolum (Falköping) med motiven "Syndafallet" nedtill och "Drake" upptill. Detta konstverk saknar kyrka och finns idag på Statens historiska museum i Stockholm.

Här presenteras ett urval av ruiner och försvunna kyrkor. 
- Agnestad kyrkoruin i Agnestads socken är något så ovanligt som en lämning från en rundkyrka.

- Badene kyrka i Badene socken finns kvar som Badene kyrkplats och ödekyrkogård.
- Ballstorp kyrka i Ballstorps socken övergavs på 1500-talet.
- Baltaks medeltida kyrka i Baltaks socken revs 1839. Idag finns endast en kulle samt några skulpturer kvar. Skulpturerna kan ses i Baltaks nya kyrka.
- Bergstena kyrka i Bergstena socken är numera en kyrkoruin i Vårgårda kommun. Kyrkan var övergiven 1836.
- Bjurum lilla kyrka i Bjurum socken Slutade användas före 1540. Skall ej förväxlas med Bjurum, Gudhems härad, Falköping.
- Bjärka kyrka i Bjärka socken revs 1781 när församlingen slås ihop med Härlunda. De byggde då gemensamt Bjärklunda kyrka.
- Bolums kyrka, Fullösa, i Bolums socken, Kinne härad (Götene kommun). Då Bolums socken förenades med Fullösa socken ca 1545, lät man kyrkan förfalla.

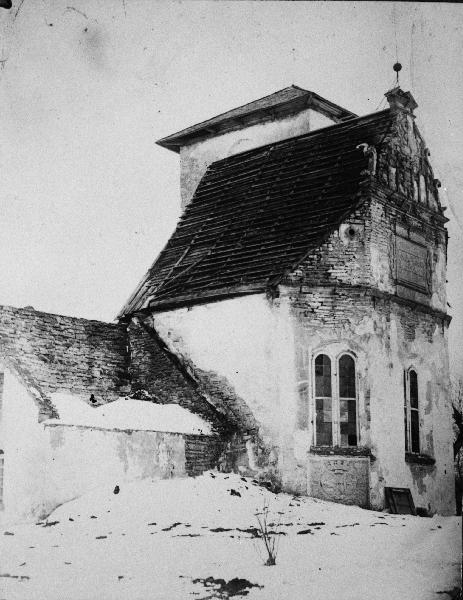
Rester av Dala gamla kyrka strax innan den revs. Här syns Ribbingska gravkoret.

- Bolums kyrka i Bolums socken, Valle härad (Falköpings kommun). Bolum (valle) utgjorde ett eget pastorat fram till 1540. Kyrkan revs 1821 när fyra församlingar gick samman och byggde en ny kyrka i Broddetorp.
- Borga medeltida kyrka i Borga socken finns kvar som Borga kyrkplats och ligger i Edsvära socken. Församlingen upplöstes 1552.
- Broddetorps medeltida kyrka i Broddetorps socken övergavs 1821 och ersattes av ny cirka en kilometer bort.
- Brunnhems ödekyrkogård i Brunnhems socken är vad som finns kvar av Brunnhems kyrka efter att församlingen slogs samman med Stenstorp och Södra Kyrketorp.
- Brunns medeltida kyrka i Brunns socken (Ulricehamn) höll gudstjänst för sista gången 1893.
- Dala medeltida kyrka i Dala socken ersattes 1877-1878 av en ny kyrka, Dala kyrka på en kulle strax intill.
- Dimbo gamla kyrka i Dimbo socken och Ottravads kyrka i Ottravads socken revs båda åren 1814-1817 och slogs samman i en ny, Dimbo-Ottravads kyrka.
- Dverstorps kyrka, nu ruin, tillhörde Dvärstorps socken vars församling som upphörde 1555. En arkeologisk undersökning företogs 1973.
- Erska medeltida kyrka i Erska socken brändes av danskarna i början av 1600-talet och en ny byggdes 1630. Denna revs på 1880-talet och ersattes av en tredje.
- Ettaks kyrkoruin i Ettaks socken är lämningar från en gårdskyrka tillhörig en kungsgård.
- Flakebergs medeltida kyrka i Flakebergs socken ersattes av en ny kyrka 1725, som i sin tur ersattes av nuvarande kyrka år 1899.
- Friggeråkers gamla kyrka i Friggeråkers socken blev riven år 1871. Ruinen ligger alldeles bredvid Friggeråkers nuvarande kyrka.
- Fänneslunda socken slogs ihop med Grovare socken på 1870-talet, varpå båda medeltida kyrkor, Fänneslunda kyrka och Grovare kyrka, revs. Nattvardsutensilier kan ses i den gemensamma nya kyrkan, Fänneslunda-Grovare kyrka.
- Gudhems klosterkyrka i Gudhems socken eldhärjades år 1529 och var därefter en ruin som användes som stenbrott.
- Gudhems medeltida kyrka i Gudhems socken plundrades och brändes under Nordiska sjuårskriget på 1560-talet.
- Gällstad medeltida kyrka i Gällstads socken ersattes 1824 av ny kyrka på samma plats.
- Hallby kyrka i Hallby socken, Vänersnäs, (1100-tal) lokaliserades 1957 och en utgrävning företogs.
- Hangelösa medeltida kyrka i Hangelösa socken revs 1873. Dopfunt och stenskulpturer kan ses i Hangelösa nya kyrka.
- Hasslösa medeltida kyrka i Hasslösa socken revs 1893.
- Holmestads medeltida kyrka i Holmestads socken revs 1872 och en ny uppfördes några hundra meter därifrån. Den gamla begravningsplatsen används fortfarande.
- Hornborga kyrka, nu en ruin i Hornborga socken. Tornet rasade i en storm 1818 och kyrkan blev därefter riven.
- Häggesleds medeltida kyrka i Häggesleds socken revs på 1800-talet och en ny stod färdig på samma plats 1868.
- Härlanda kyrkoruin i Härlanda socken är vad som finns kvar efter att kyrkan revs 1528.
- Härlunda och Bjärka kyrkor i Härlunda socken och Bjärka socken revs 1791 och en gemensam ny kyrka, Bjärklunda kyrka, hyser nu en del av de gamla inventarierna.
- Höra kyrka i Höra socken revs 1803
- Sankta Katarina klosterkyrka i Skara stad indrogs till staten av Gustav Vasa och ödelades slutligen i en brand 1542.
- Kinne-Kleva gamla kyrka i Kinne-Kleva socken är en kyrkoruin på Kinnekulle.
- Kvänum medeltida kyrka i Kvänums socken raserades 1866. Idag finns en ödekyrkogård kvar.
- Landa medeltida kyrka i Landa socken var troligen gjord av trä och arkeologiska fynd tyder på att den mötte sitt öde genom brand.
- Ljunghems kyrka i Ljunghems socken övergavs 1872.
- Lovene kyrka (Falköping) övergavs senast 1541 och Lovene socken kom att uppgå i Karleby socken.
- Malma kyrkplats i Malma socken är vad som finns kvar av Malma kyrka.
- Mellby gamla kyrka i Mellby socken revs 1879.
- Mussla kyrka i Mussla socken övergavs på 1500-talet och socknen uppgick i Börstigs socken
- Mårby kyrka och Mårby socken försvann 1768.
- Naglums kyrka i Naglums socken övergavs på 1840-talet.
- Nittorp gamla kyrka i Nittorps socken övergavs 1847.
- Norra Säms kyrkoruin utgör resterna efter kyrkan i Norra Säms socken.
- Norra Vånga gamla kyrka i Norra Vånga socken ersattes av en ny kyrka 1876.
- Nya Lödöse, en av föregångarna till Göteborg, undersöktes arkeologiskt 1915-1918 och igen under 2000-talet. Där finns än idag betydande lämningar.
- Otterstads gamla kyrka i Otterstads socken revs 1854. Den låg vid Ullersundet. Det finns fortfarande en ödekyrkogård på platsen
- Ottravads kyrka i Ottravads socken revs 1814-1817. Den berömda dopfunten kan ses i Dimbo-Ottravads kyrka.
- Regumatorps kyrka i Regumatorps socken övergavs troligen strax efter 1552.
- Resville kyrka i Resville socken övergavs runt 1550. Platsen är nu en ödekyrkogård med en klockstapel och en minnessten.
- Rycka kyrka i Rycka socken försvann även den på 1550-tal.
- Ryds kyrka i Ryds socken, Kåkinds härad, försvann på 1500-talet. Det är idag en ruin i Skövde kommun.
- Rådene kyrka i Rådene socken revs 1866
- Sandhems medeltida kyrka i Sandhems socken ersattes av en ny kyrka 1841. Dopfunt och skulpturer finns idag i nya kyrkan.
- Sankt Lars kyrka i Skara i Skara stad revs under reformationen.
- Sankt Nikolai kyrka i Skara stad revs under reformationen.
- Sankt Pers kyrka i Skara stad revs under reformationen och är nu ödekyrkogård i Skara.
- Senäte kyrkoruin och ödekyrkogård i Senäte socken ligger vid Ullersundet på Kållandsö.
- Skallsjö medeltida kyrka i Floda i Skallsjö socken revs 1896.
- Skarke ödekyrkogård i Skarke socken, nu gården Kyrkebo.
- Skärvums kyrka i Skärvums socken revs 1758/1759.
- Smula kyrka i Åsarp i Smula socken revs 1829
- Stacketorps kyrkoruin i Stacketorps socken upphörde redan under medeltiden
- Stenstorps kyrka i Stenstorps socken övergavs 1817.
- Synnerby gamla kyrka i Synnerby socken övergavs 1908
- Södra Säms kyrkoruin i Södra Säms socken är ruinen efter en kyrka som övergavs 1824
- Södra Härene kyrkoruin i Södra Härene socken är en kyrkoruin från en kyrka som brann ner 1905.
- Södra Kyrketorps kyrka i Södra Kyrketorps socken är nu en ödekyrkogård med en klockstapel. Kyrkan övergavs 1817.
- Tarsleds kyrkoruin i Tarsleds socken är resterna av kyrkan som revs 1863.
- Tranums gamla kyrka i Tranums socken raserades 1873.
- Tumbergs kyrka i Tumbergs socken övergavs i mitten av 1500-talet. Från 1560 användes istället Kullings-Skövde kyrka.
- Tådene gamla kyrka i Tådene socken revs 1877 då en ny kyrka byggs.
- Ullene medeltida kyrka i Ullene socken utgör en ruin som ligger strax intill den nya kyrkan från 1800-talet.
- Uvereds medeltida kyrka i Uvereds socken brändes av danskarna 1612 då Kalmarkriget rasade.
- Vedums medeltida kyrka i Vedums socken ingår som del i Laske-Vedums kyrka där delar av den medeltida kyrkans väggar finns kvar i det nya bygget från 1700-talet.
- Vinköls medeltida kyrka i Vinköls socken låg 600 m från den nuvarande kyrkan.
- Ölanda medeltida kyrka i Ölanda socken låg på samma plats där Ölanda kapell står idag.
- Östby kyrka i Östby socken är numera en kyrkplats.
- Östra Tunhems gamla kyrka i Östra Tunhems socken dömdes ut 1831. En ny kyrka invigdes år 1900.